# Jean Anthoine de Haas
Jean Anthoine de Haas, ook Jan Anthonis de Haas (Amsterdam, 23 november 1757 – aldaar, 11 januari 1835) was een Nederlandse zilversmid.

## Leven en werk

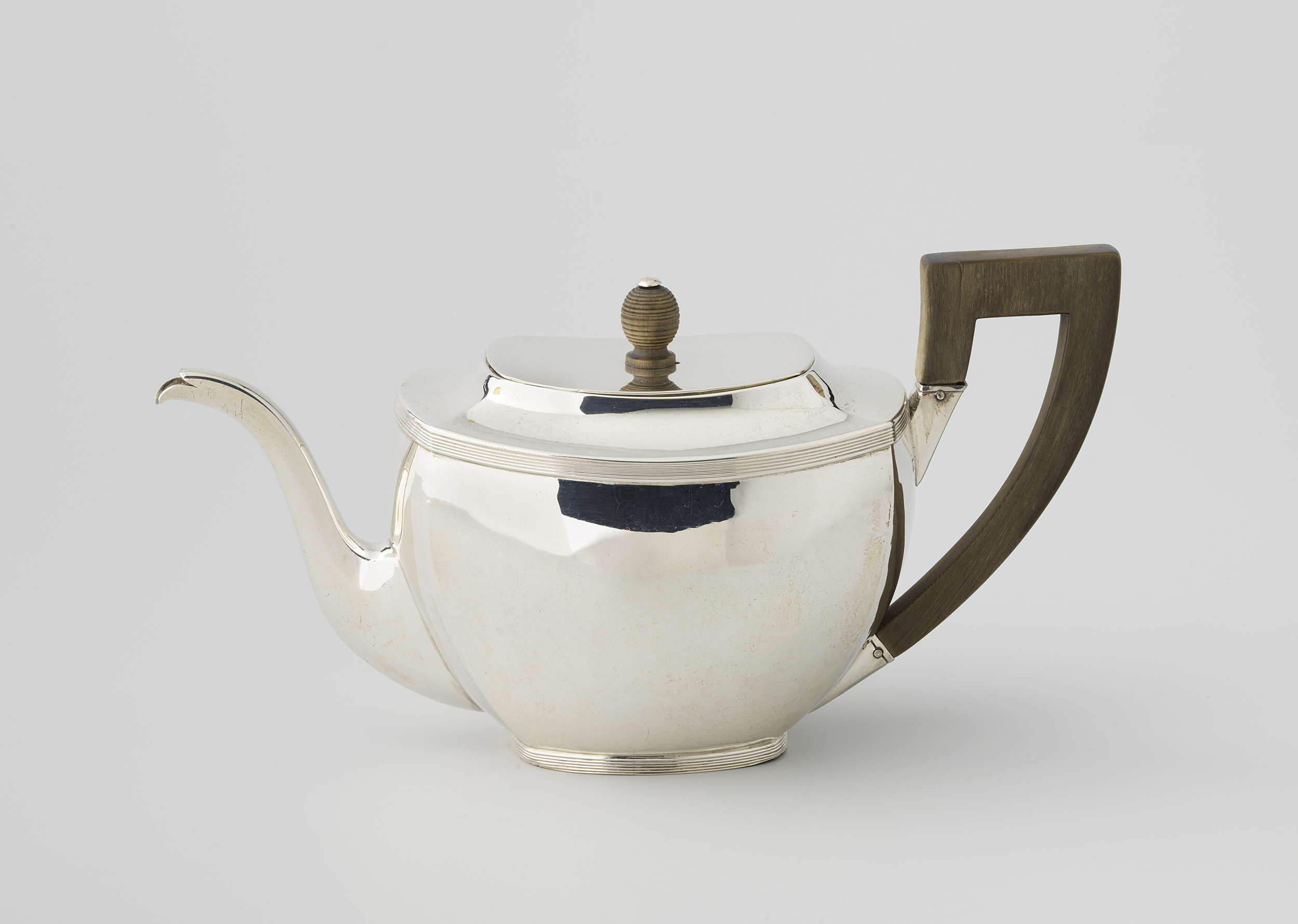
Door De Haas in 1821 vervaardigde zilveren theepot

De Haas werd in 1757 in de Nieuwe Waalse Kerk van Amsterdam gedoopt als zoon van Henry de Haas en Anna Benoist. Hij werd in 1796 meester-zilversmid in Amsterdam. In deze stad leverde hij onder meer zilverwerk aan de firma Bennewitz & Bonebakker, maar nog meer aan de firma As Bonebakker & Zoon. Zo maakte hij bijvoorbeeld in 1816 de tafelkomforen als onderdeel van het zilveren servies voor het huwelijk van de toenmalige kroonprins Willem II en Anna Paulowna. Voor de doopsgezinde gemeente van Deventer vervaardigde hij het avondmaalszilver. Meerdere door hem gemaakte zilveren voorwerpen behoren tot de museale collectie van het Rijksmuseum Amsterdam.
De Haas was viermaal getrouwd. Hij trouwde in 1773 met Christina Giesen, in 1785 met Martha Mercier, in 1804 met Geertruda Elisabeth Mercier en in 1805 met Petronella Smit. Zijn in 1787 geboren zoon Jan Anthonis werd goudsmid. Zijn in 1791 geboren zoon Elise Henri de Haas werd zilversmid en zette het bedrijf van zijn vader na diens overlijden voort. Ook de zoon van Elise Henri, Daniel Jan de Haas werd zilversmid. Diens broer Harmanus de Haas (1815-1900) werd diamantslijper.